# Rayonism

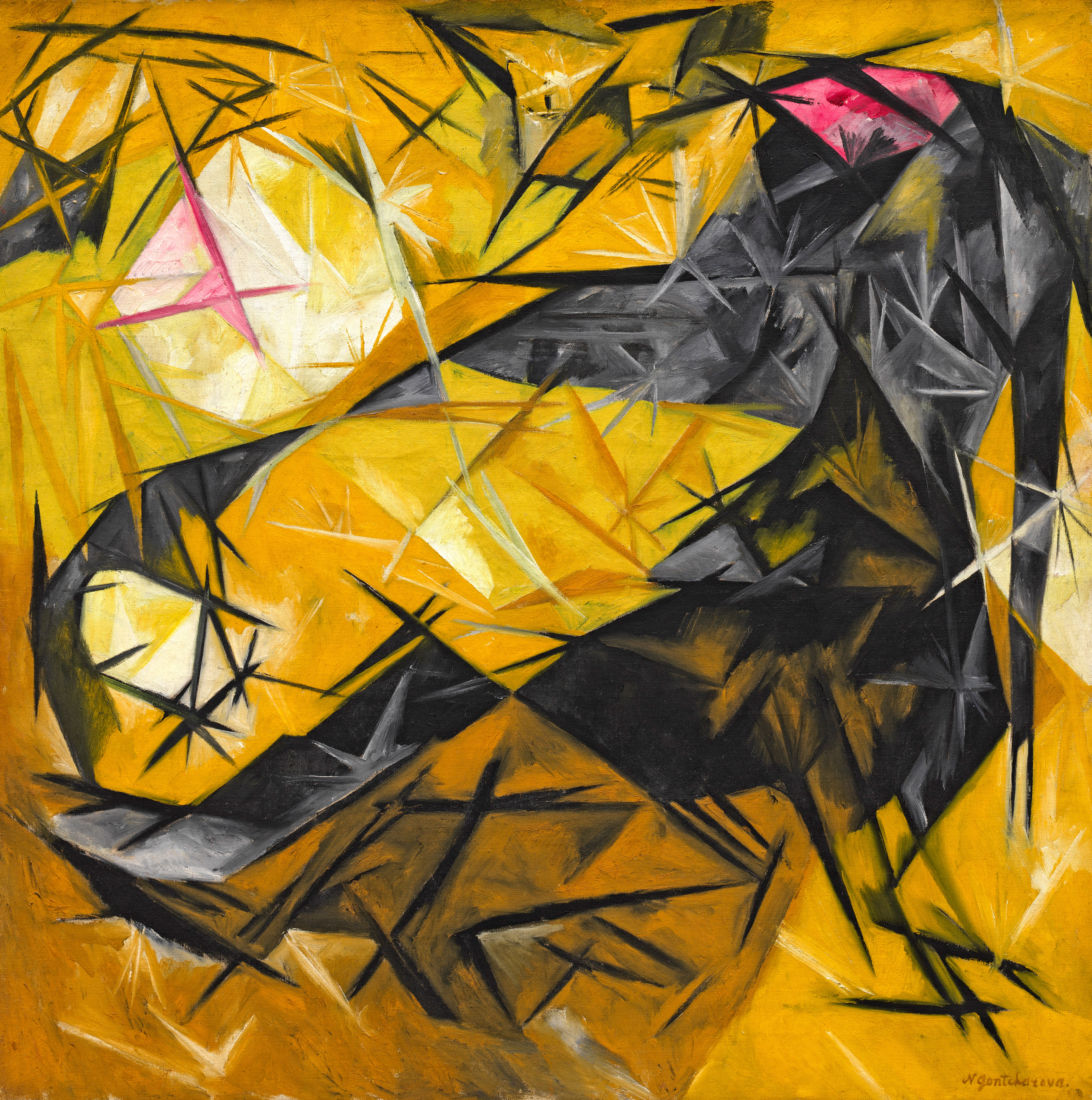
Katter av Natalja Gontjarova (1913).

Rayonism (av franska rayon, "stråle"), är en konstriktning lanserad 1911 i Moskva av de ryska makarna Michail Larionov och Natalja Gontjarova.
Rayonisternas målningar hade en abstrakt stil och byggdes upp med en riklighet av färgstrålar. De kännetecknas av en energi med skenbara rörelser och kraftlinjer i målningen i likhet med den samtida italienska futurismen. Larionovs stil utvecklades efter hand mot rent geometrisk form.